# Rhomboteuthis lehmani
La romboteutide (Rhomboteuthis lehmani) è un mollusco estinto, appartenente ai cefalopodi. Visse nel Giurassico medio (Calloviano, circa 165-162 milioni di anni fa) e i suoi resti fossili sono stati ritrovati in Francia.

## Descrizione
Questo animale doveva assomigliare a un attuale calamaro. Il corpo era allungato e si assottigliava posteriormente. Di dimensioni ridotte, Rhomboteuthis non raggiungeva i 10 centimetri di lunghezza e circa 1,5 di larghezza. Il corpo di questo animale, sulla superficie esterna, presenta coste longitudinali, simili a quelle che si riscontrano in alcuni Teuthoidea attuali. L'estremità posteriore era appuntita, ma era dotata di due pinne natatorie lunghe e strette. La conchiglia interna (gladio) era lunga quasi quanto l'intero corpo dell'animale, molto stretta e poco calcificata. Nella regione anteriore erano presenti due grandi occhi e dieci braccia. I tentacoli sessili portavano una doppia fila di ventose molto sviluppate. 

## Classificazione
Rhomboteuthis lehmani venne descritto per la prima volta nel 1982, sulla base di resti fossili eccezionalmente conservati nel giacimento di La Voulte-sur-Rhône (Ardèche, Francia). Rhomboteuthis è ascritto al gruppo dei Plesioteuthidae, un gruppo di cefalopodi arcaici dalle caratteristiche miste, affini per certi versi ai polpi (Octopodiformes) e per altri alle seppie e ai calamari (Decapodiformes). 

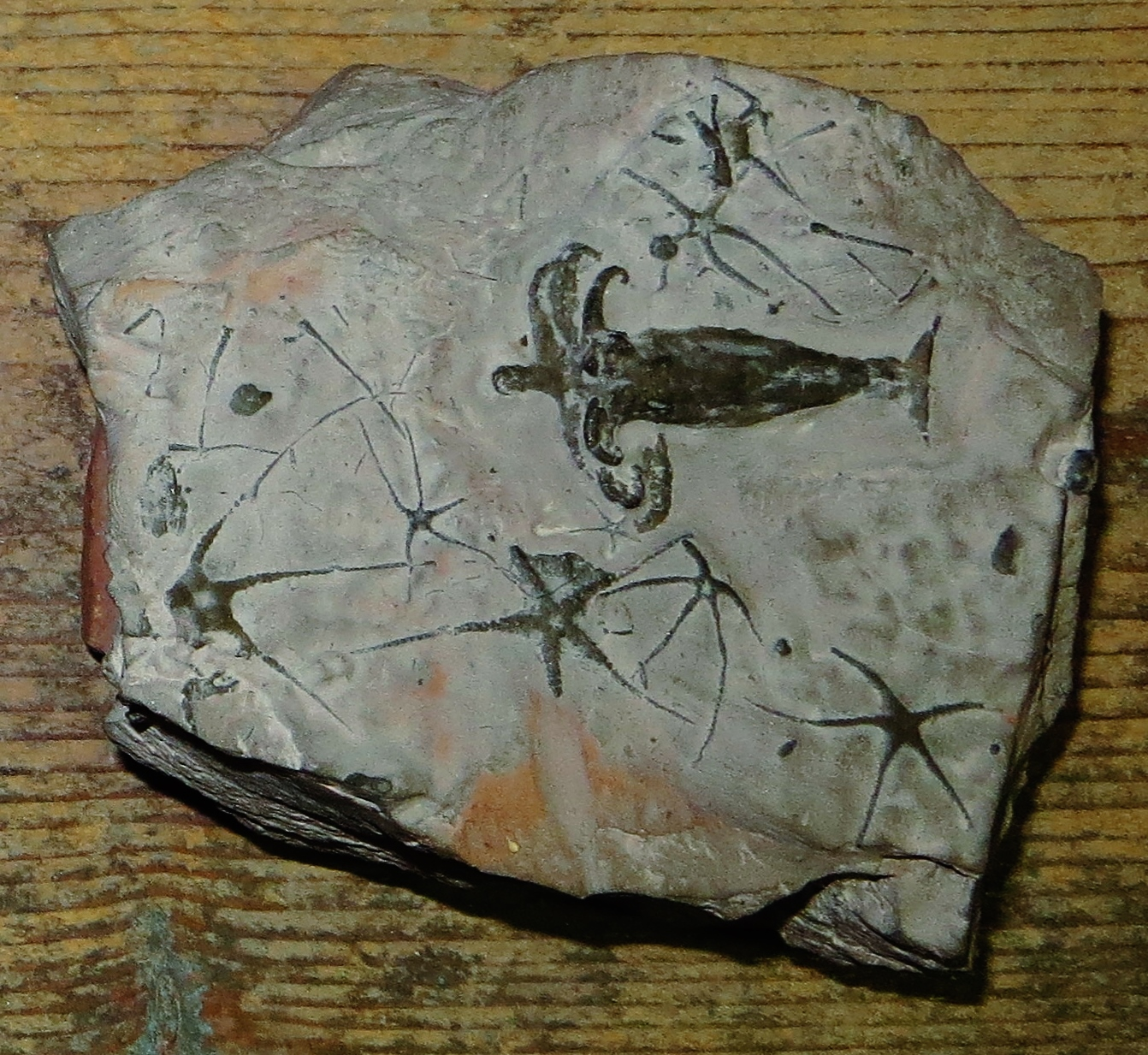
Fossili di Rhomboteuthis e dell'ofiura Ophiopinna

## Conservazione dei fossili
Gli eccezionali fossili di La Voulte-sur-Rhône sono completi delle parti molli in tre dimensioni. Questa rara conservazione è dovuta a un rapido seppellimento dei cadaveri e all'impregnazione di pirite da parte dei tessuti. Il sedimento doveva essere molto povero di ossigeno, al punto di non permettere la vita sul fondale agli organismi necrofagi. In questo modo si sono potuti conservare fossili come quelli di Rhomboteuthis. Esami radiografici hanno permesso di individuare all'interno dei singoli esemplari la posizione di strutture quali il sacco dell'inchiostro e il gladio.